# (33227) 1998 FX121
1998 FX121 (asteroide 33227) é um asteroide da cintura principal. Possui uma excentricidade de 0.20568750 e uma inclinação de 3.46942º.
Este asteroide foi descoberto no dia 20 de março de 1998 por LINEAR em Socorro.